# Estrées-Saint-Denis
Pour les articles homonymes, voir Estrées et Saint-Denis.
Estrées-Saint-Denis est une commune française située dans le département de l'Oise, en région Hauts-de-France.

## Géographie

### Description
Estrées-Saint-Denis est un gros bourg du plateau picard, situé à 15 km à l'ouest de Compiègne, à 45 km à l'est de Beauvais et à 75 km au nord de Paris.
Le bourg est structuré par la route départementale RD 1017, ancienne route nationale 17, et peut être atteinte par l'accès no 10 de l'autoroute A1 et par la route nationale 31.
En 1832, Louis Graves indiquait que « le territoire d'Estrées-Saint-Denis est formé d'une plaine divisée de l'Est à l'Ouest par une faible dépression qui ne peut recevoir le nom de vallée ; le chef-lieu, dépourvu de hameau, est assis dans ce pli de terrain ; il n'y a pas d'eau courante dans l'étendue de la commune».

### Communes limitrophes
Les communes limitrophes sont  Bailleul-le-Soc, Choisy-la-Victoire, Francières, Moyvillers, Remy et Rouvillers.
|                 | Rouvillers          | Francières |
| Bailleul-le-Soc | Estrées-Saint-Denis | Remy       |
|                 | Choisy-la-Victoire  | Moyvillers |

### Hydrographie
La commune est située dans le bassin Seine-Normandie. Elle n'est drainée par aucun cours d'eau,.
Un petit ruisseau, la Payelle, long de 5 km, prenait sa source à Estrées-Saint-Denis, et confluait dans l'Aronde (rivière) à Remy. Sa source est colmatée par une quinzaine de tonnes de boues qui s'y sont déposées depuis 2008.

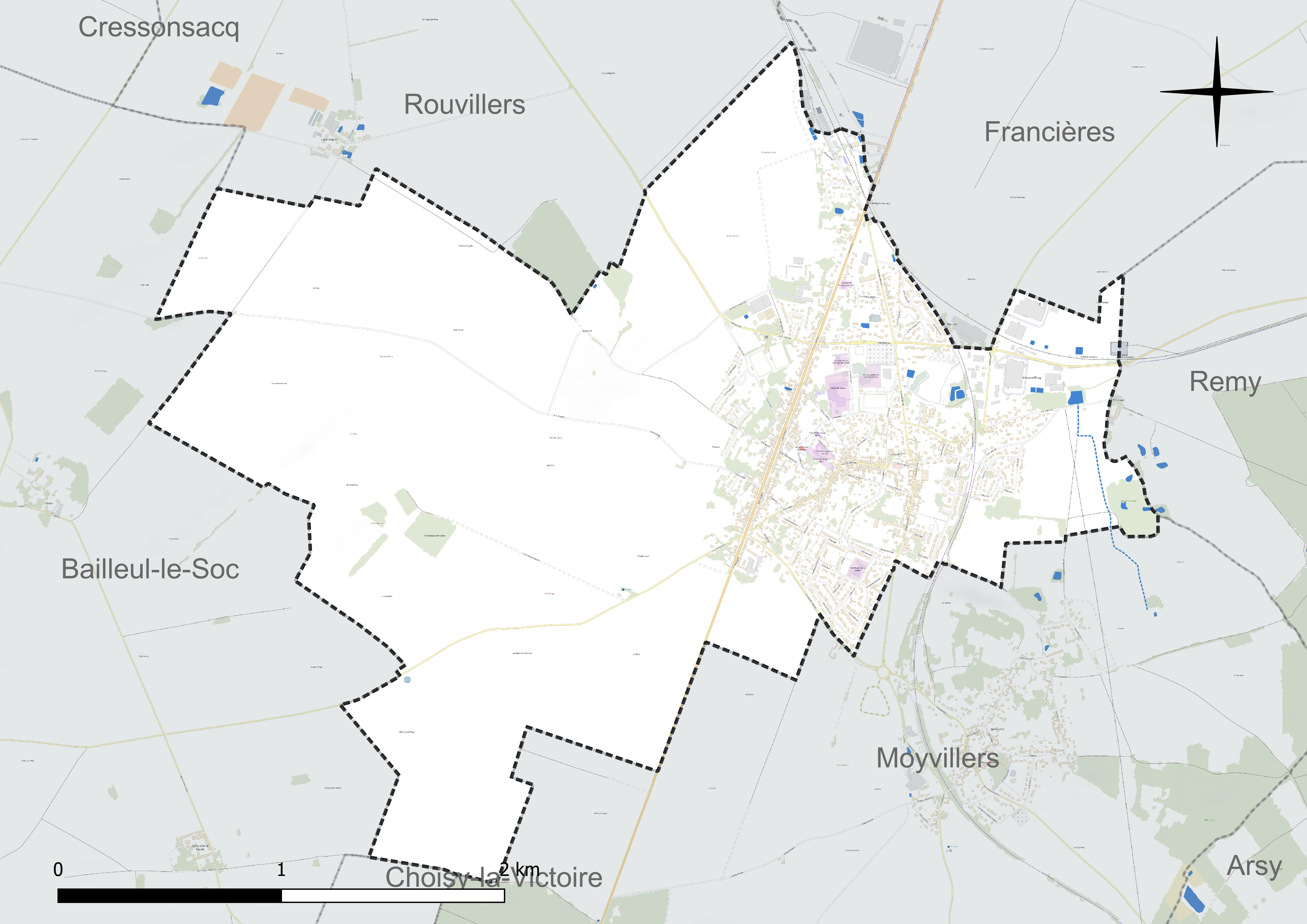
Réseau hydrographique d'Estrées-Saint-Denis.

### Climat
Pour des articles plus généraux, voir Climat des Hauts-de-France et Climat de l'Oise.
En 2010, le climat de la commune est de type climat océanique dégradé des plaines du Centre et du Nord, selon une étude du CNRS s'appuyant sur une série de données couvrant la période 1971-2000. En 2020, Météo-France publie une typologie des climats de la France métropolitaine dans laquelle la commune est exposée à un climat océanique et est dans la région climatique Nord-est du bassin Parisien, caractérisée par un ensoleillement médiocre, une pluviométrie moyenne régulièrement répartie au cours de l'année et un hiver froid (3 °C).
Pour la période 1971-2000, la température annuelle moyenne est de 10,8 °C, avec une amplitude thermique annuelle de 14,5 °C. Le cumul annuel moyen de précipitations est de 668 mm, avec 10,8 jours de précipitations en janvier et 8,2 jours en juillet. Pour la période 1991-2020, la température moyenne annuelle observée sur la station météorologique la plus proche, située sur la commune de Margny-lès-Compiègne à 13 km à vol d'oiseau, est de 11,2 °C et le cumul annuel moyen de précipitations est de 633,5 mm,. Pour l'avenir, les paramètres climatiques de la commune estimés pour 2050 selon différents scénarios d'émission de gaz à effet de serre sont consultables sur un site dédié publié par Météo-France en novembre 2022.

## Urbanisme

### Typologie
Au 1er janvier 2024, Estrées-Saint-Denis est catégorisée bourg rural, selon la nouvelle grille communale de densité à sept niveaux définie par l'Insee en 2022.
Elle appartient à l'unité urbaine d'Estrées-Saint-Denis, une agglomération intra-départementale regroupant deux  communes, dont elle est ville-centre,,. Par ailleurs la commune fait partie de l'aire d'attraction de Compiègne, dont elle est une commune de la couronne,. Cette aire, qui regroupe 101 communes, est catégorisée dans les aires de 50 000 à moins de 200 000 habitants,.

### Occupation des sols

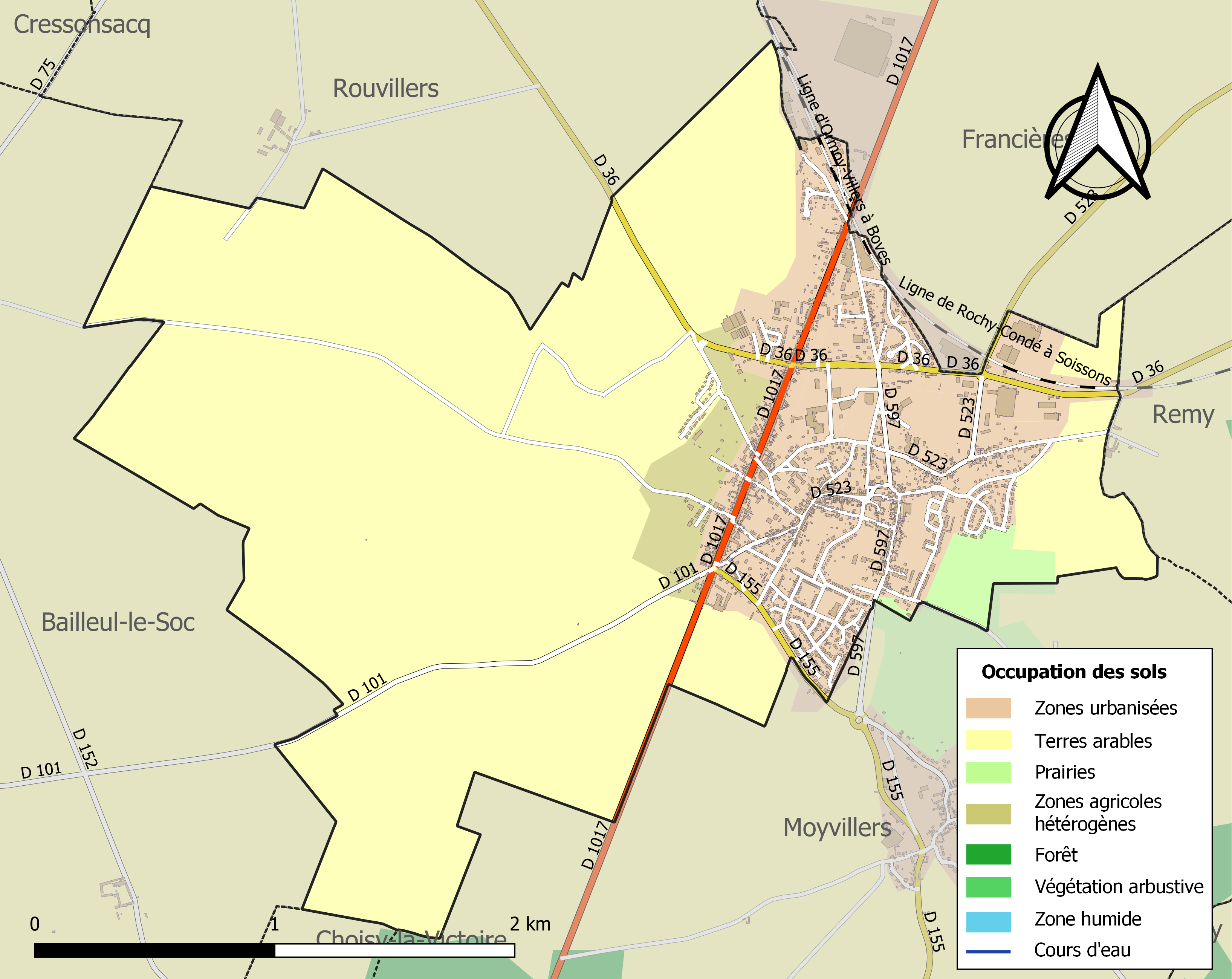
Carte des infrastructures et de l'occupation des sols de la commune en 2018 (CLC).

L'occupation des sols de la commune, telle qu'elle ressort de la base de données européenne d'occupation biophysique des sols Corine Land Cover (CLC), est marquée par l'importance des territoires agricoles (78 % en 2018), en diminution par rapport à 1990 (83,4 %). La répartition détaillée en 2018 est la suivante : 
terres arables (73,2 %), zones urbanisées (16,8 %), zones industrielles ou commerciales et réseaux de communication (5,2 %), zones agricoles hétérogènes (3,1 %), prairies (1,7 %). L'évolution de l'occupation des sols de la commune et de ses infrastructures peut être observée sur les différentes représentations cartographiques du territoire : la carte de Cassini (XVIIIe siècle), la carte d'état-major (1820-1866) et les cartes ou photos aériennes de l'IGN pour la période actuelle (1950 à aujourd'hui).

### Habitat et logement
En 2019, le nombre total de logements dans la commune était de 1 685, alors qu'il était de 1 568 en 2014 et de 1 470 en 2009.
Parmi ces logements, 94,9 % étaient des résidences principales, 1,5 % des résidences secondaires et 3,6 % des logements vacants. Ces logements étaient pour 75,1 % d'entre eux des maisons individuelles et pour 23,6 % des appartements.
Le tableau ci-dessous présente la typologie des logements à Estrées-Saint-Denis en 2019 en comparaison avec celle de l'Oise et de la France entière. Une caractéristique marquante du parc de logements est ainsi une proportion de résidences secondaires et logements occasionnels (1,5 %) inférieure à celle du département (2,4 %) mais supérieure à celle de la France entière (9,7 %). Concernant le statut d'occupation de ces logements, 59,4 % des habitants de la commune sont propriétaires de leur logement (62,5 % en 2014), contre 61,4 % pour l'Oise et 57,5 pour la France entière.
| Typologie                                               | Estrées-Saint-Denis | Oise | France entière |
| ------------------------------------------------------- | ------------------- | ---- | -------------- |
| Résidences principales (en %)                           | 94,9                | 90,4 | 82,1           |
| Résidences secondaires et logements occasionnels (en %) | 1,5                 | 2,4  | 9,7            |
| Logements vacants (en %)                                | 3,6                 | 7,1  | 8,2            |

### Projets d'aménagement
Sur le site de 3,2 ha de l'ancienne entreprise semencière Belloy, filiale d'UNEAL, qui a cessé son activité en 2019 et qui est situé à proximité de la gare SNCF et le long de la RD 1017, la commune prévoit la construction d'une centaine de logements après démolition de la plupart des bâtiments industriels et dépollution des terrains.
Globalement, la municipalité souhaite que la population de la commune atteigne 4 000 habitants vers 2030, permettant ainsi de rajeunir la population, actuellement vieillissante. « En effet, Estrées-Saint-Denis a connu un vieillissement notable de ses habitants en 30 ans. Un habitant sur 5 à plus de 60 ans ».

### Voies de communication et transports

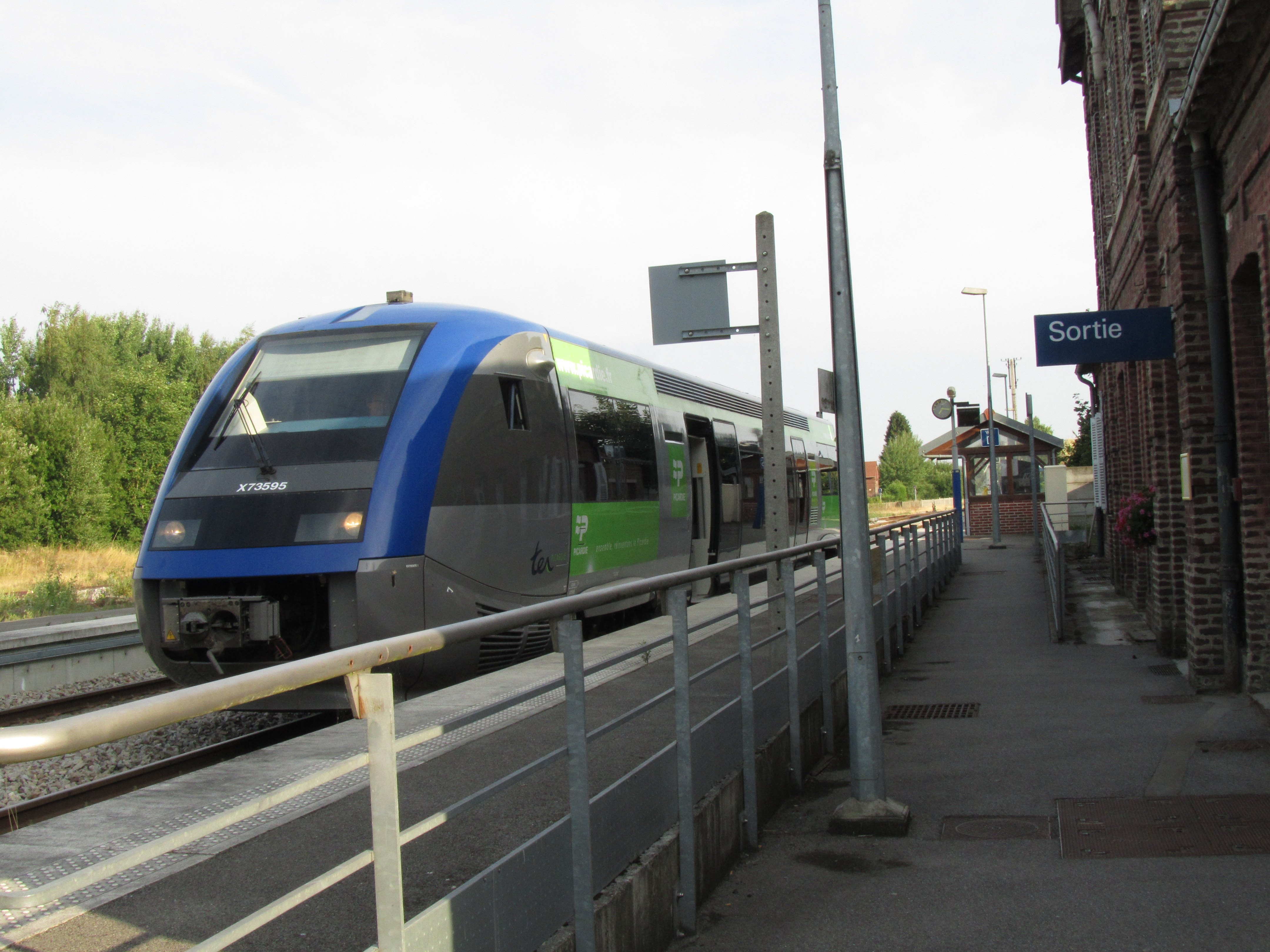
Autorail en gare.

Elle dispose de la gare d'Estrées-Saint-Denis, desservie par des trains TER Hauts-de-France, express ou omnibus, qui effectuent des missions entre les gares Amiens et de Compiègne.
La commune est desservie, en 2024, par le service Hoplà Le Bus mis en place par la communauté de communes de la Plaine d'Estrées et par les lignes 659, 662, 682, 6301, 6343 et 6356 du réseau interurbain de l'Oise.
Une voie verte utilisant la plateforme d'une ancienne voie ferrée permet de se rendre à Longueil-Sainte-Marie et Rivecourt.

## Toponymie
Le nom de la localité est attesté sous les formes Stratae (1122) ; inter stratam sancti Dionysii (1162) ; de Stratis (vers 1170) ; ad Estreias (1180) ; major de Strata (1183) ; ecclesiam de Estrees (1186) ; de Estreiis (1190) ; Estrees (1194) ; Johannes de stratis (vers 1200) ; Estree (vers 1200) ; Extreis en biavesins (1202) ; Streiae (1215) ; Etree sainct Denis (1220) ; Estrata (vers 1220) ; estrées (1224) ; etrees (1224) ; infra territoria de Estreies (1224) ; estres (1225) ; et stratas (1225) ; de Stratis (1228) ; Etreis (1229) ; in territorio de stratis (1230) ; Estreis (1232) ; Estreoe (1250) ; in territorio de estrees (1261) ; de Stratis sancti Dyonysii (1297) ; Estre (1297) ; Jehans de estrees (1308) ; Droco armiger de stratis (XIVe) ; Reginaldi de stratis (XIVe) ; Radulphi de estrees (XIVe) ; Estrees en le cauchie (1483) ; Estrez (vers 1530) ; bourg et villaige d'Estrée Sainct Denys (1556) ; ecclesia sancti Dionysii de Stratis (XVIe) ; Estre Saint-Denis (1667) ; Estree Saint-Denis (1721) ; Etree (vers 1780) ; Etrée Saint-Denis (vers 1786) ; Estrées Franciade (1794) ; Estrées-Saint-Denis (1840).
Estrée est un mot d'ancien français, issu du latin strata (via), qui désignait une « voie couverte de pierres plates », par opposition à rupta (via) > route. Il s'est conservé dans la plupart des langues romanes (cf. l'italien et le roumain strada) et a été emprunté par le germanique (cf. l'anglais street, l'allemand Straße et le néerlandais straat). Le mot estrée a disparu du français à la fin du Moyen Âge, mais il demeure dans un grand nombre de toponymes, particulièrement dans le Nord de la France, signalant la proximité d'une voie romaine. Ici, la voie romaine était le 10e embranchement de la grande voie romaine menant à Boulogne, qui passait par Augustomagus (Senlis) et Pont-Sainte-Maxence. On l'appelait « via ad pontes » (chemin des ponts).
L'abbé Suger en 1123, puis  Philippe-Auguste en 1220, donnent à l'abbaye de Saint-Denis les droits de dîme et de défrichage, ainsi que celui de construire une ferme dont dépendaient les terres et la cure.
Saint-Denis est un hagiotoponyme faisant référence à « Saint Denis », saint patron du lieu. L'église lui est dédiée.
Durant la Révolution française, Estrées-Saint-Denis est rebaptisée Estrées-Franciade,.
Ses habitants sont appelés les Dionysiens.

## Histoire

### Antiquité
En 1982, un sanctuaire gallo-romain a été identifié entre l'ancienne voie ferrée à l'est et la rue de l'Abbaye au sud. On y trouve des vestiges datant du IIe siècle av. J.-C. jusqu'au IVe siècle ap. J.-C..
En 2014, lors de la pose d'un gazoduc par GRT Gaz (opération Arc de Dierrey), les vestiges d'un temple gaulois (fanum) ont été découverts sur le site du Moulin Brûlé.
Au Ier siècle av. J.-C., un théâtre romain a été édifié sur les vestiges du temple gaulois. L'édifice avait un diamètre d'environ 65 mètres, avec une scène de 50 ou 55 m², entourée de gradins probablement en bois, posés une butte de terre.

Estrées-Saint-Denis est située sur une voie romaine, ce qui est à l'origine du nom de la commune (Strata).

### Moyen Âge
Au Moyen Âge, au nom Estrées fut ajouté « Saint Denis » car au XIIe siècle, l'Abbé de Suger puis le roi Philippe Auguste donnent à l'abbaye de Saint-Denis les droits de dîme et de défrichage à Estrées ; la ferme de l'abbaye de Moyvillers est construite. La terre d'Estrées devient une seigneurie appartenant pour partie à l'abbaye de Saint Denis et au roi de France pour le surplus. Estrées-Saint-Denis constitué en fief est attribué à plusieurs chevaliers qui prennent le titre de « seigneur d'Estrées ».

### Révolution française et Empire
Estrées-Saint-Denis est l'un des berceaux d'un épisode de la Révolution française appelé Grande Peur par l'historien Georges Lefebvre. En juillet 1789, le soulèvement des campagnes contre la noblesse aboutit à la Nuit du 4 août 1789.
À partir de 1790 Estrées devient chef-lieu de canton du nouveau département de l'Oise.
En 1815, lors des Cent-Jours, la commune est dévastée par les Cosaques.

### Époque contemporaine

#### XIXesiècle
Une des premières sucreries y est installée en 1828, afin d'y traiter la betterave cultivée à proximité.
En 1832, Louis Graves mentionnait que la route de Flandre de Paris à Lille (RN 17), traversant Estrées du sud-sud-ouest au nord-nord-ouest, en avait favorisé le développement. À cette époque, on comptait à Estrées deux moulins à vent, une sablonnière et une tuilerie. Les habitants fabriquaient notamment  beaucoup de toiles de chanvre ou des cordes de tille. Un commerce de chevaux et de vaches flamandes y était noté.
Durant et après la guerre franco-prussienne de 1870, les Prussiens ont séjourné une année et soumis le pays à de fortes réquisitions. Un soldat allemand fut enterré dans le cimetière.
Le bourg se développe grâce à la création de la gare d'Estrées-Saint-Denis, ouverte en 1880 sur la ligne Compiègne - Clermont. Cette gare devient petit à petit le centre d'une petite étoile ferroviaire, lorsque sont ouvertes les lignes d'Estrées à Verberie en 1882 et d'Estrées à Longueau (et donc Amiens) en 1883. En 1891 ouvre la voie ferrée d'intérêt local Estrées-Saint-Denis - Froissy du réseau des chemins de fer départementaux de l'Oise.

Estrées-Saint-Denis au tout début du XXe siècle
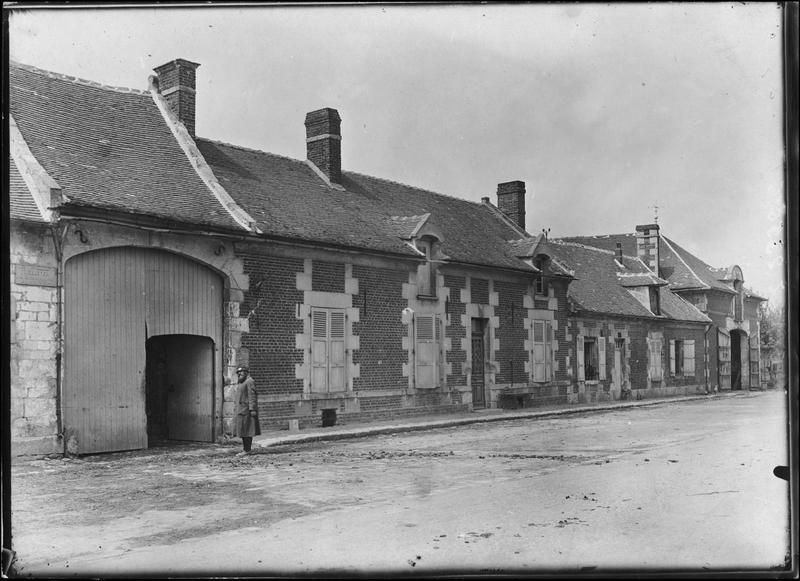
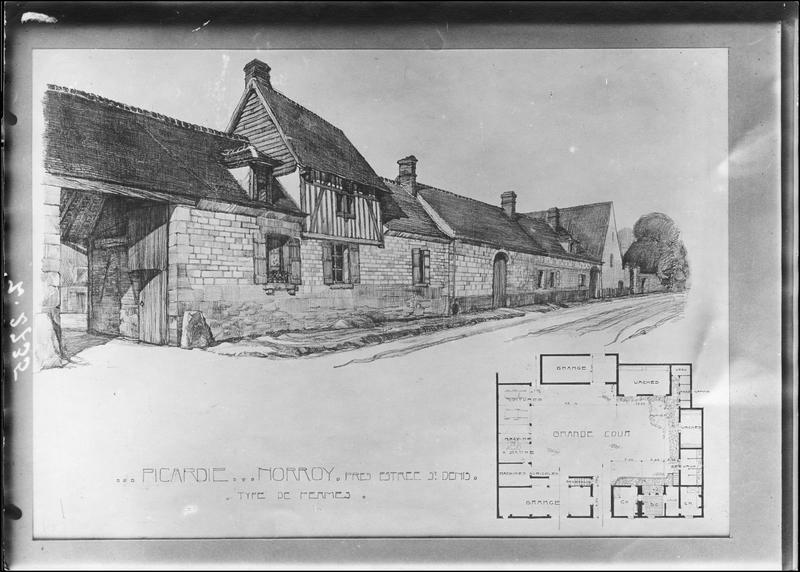
La ferme de Norroy
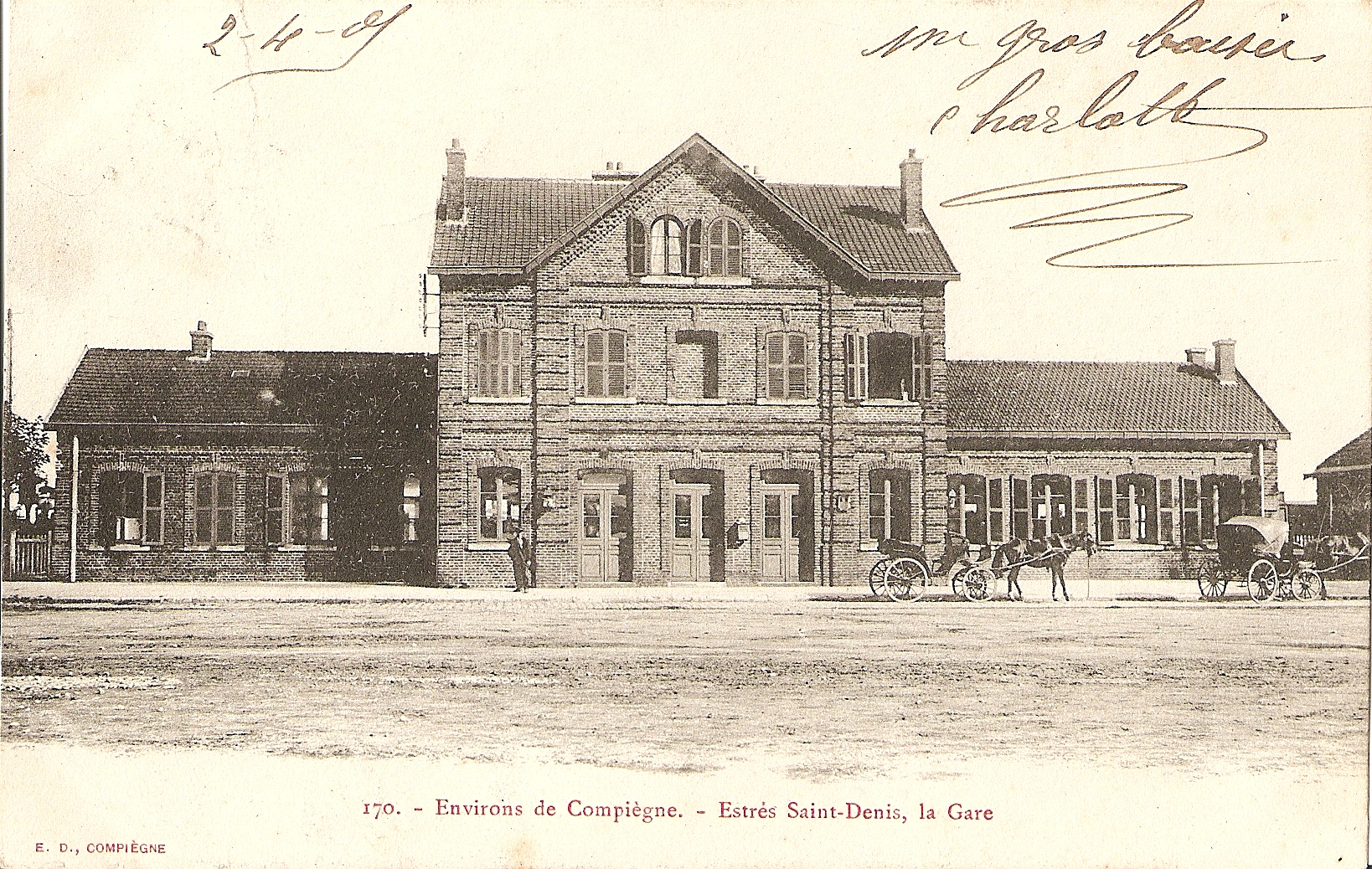
La gare
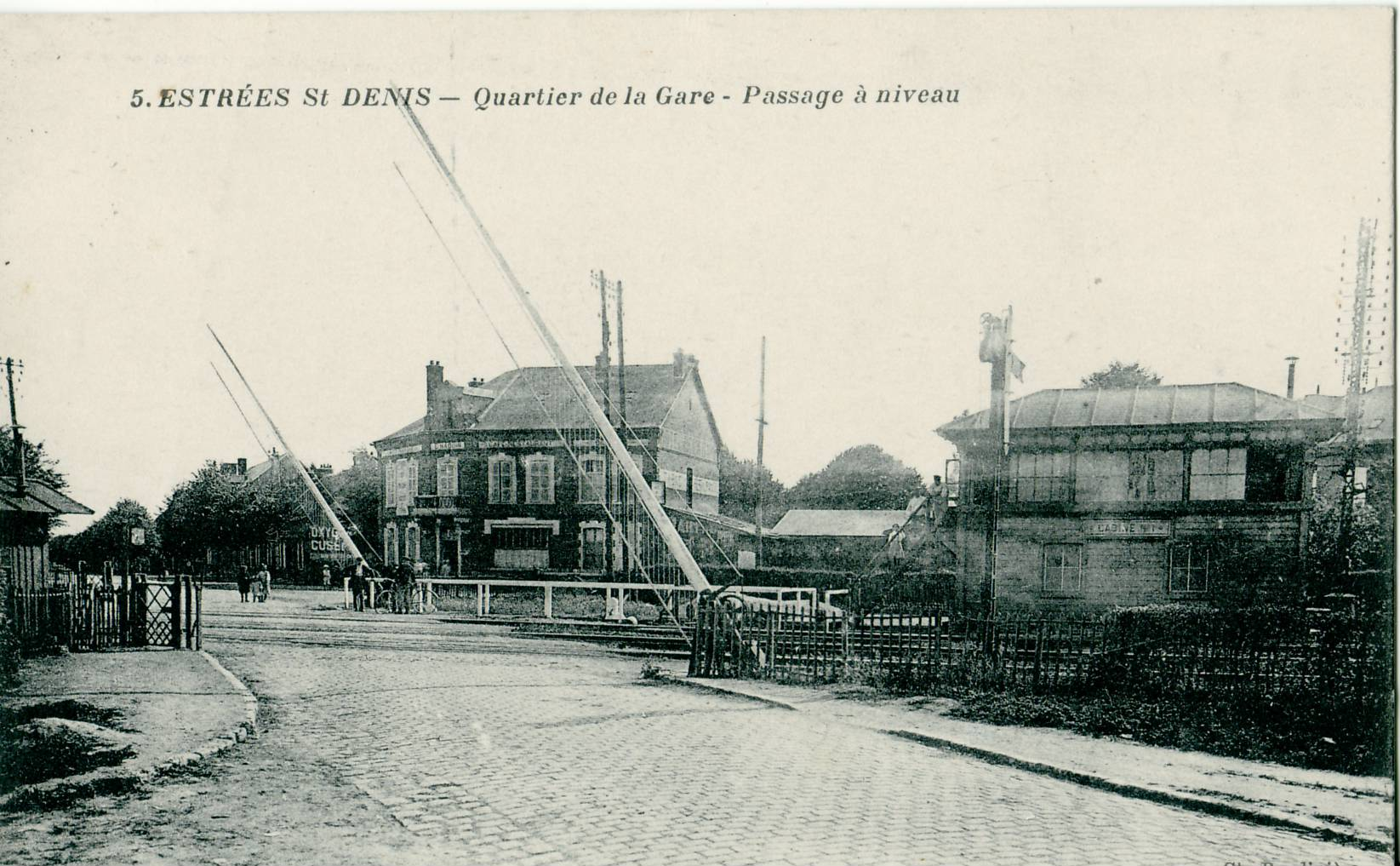
Le quartier de la gare

En 1906 est créée par le boulanger Louis Belloy une entreprise de graineterie portant son nom sur le site d'un ancien stockage de matériaux de construction et de charbon, qui se spécialise progressivement dans la production de semences. L'entreprise est rachetée dans la seconde moitié du XXe siècle par la coopérative céréalière Unéal, qui a ensuite fusionné avec d'autres pour former Exelience. Le site d'Estrées-Saint-Denis cesse son activité en juin 2019, après un regroupement en 2016 des différentes entités dans des locaux neufs situés à Avesnes-lès-Bapaume dans le Pas-de-Calais,.

#### Première Guerre mondiale
Durant la Première Guerre mondiale  (1914-1918), un hôpital militaire est installé à Estrées-Saint-Denis. Lors de la bataille de l'Aisne de 1918, les camions militaires français, transportant hommes et matériels empruntent la route de Flandre (RN 17) entre Estrées-Saint-Denis et Roye sur 4 files, 2 montantes et 2 descendantes, afin de tenter de colmater le front entre les armées anglaise et française.
Cette même année, le 23 juin, un obus allemand démolit une partie du chœur de l'église. Fortement endommagée par les bombardements, la ville  est  évacuée.
Après l'Armistice,  le bourg est décoré de la Croix de guerre 1914-1918 le 21 février 1921.

#### Seconde Guerre mondiale
Au début de la Seconde Guerre mondiale, pendant la Bataille de France, de mai-juin 1940, Estrées-Saint-Denis est bombardée par l'aviation allemande, la population doit fuir vers le sud-ouest de la France.
Les Américains libérèrent la ville le 1er septembre 1944.

## Politique et administration

### Rattachements administratifs et électoraux

#### Rattachements administratifs
La commune se trouve dans l'arrondissement de Compiègne du département de l'Oise.
Elle était depuis 1802 le chef-lieu du canton d'Estrées-Saint-Denis. Dans le cadre du redécoupage cantonal de 2014 en France, cette circonscription administrative territoriale a disparu, et le canton n'est plus qu'une circonscription électorale.

#### Rattachements électoraux
Pour les élections départementales, la commune est depuis 2014 le bureau centralisateur d'un nouveau  canton d'Estrées-Saint-Denis
Pour l'élection des députés, elle fait partie de la cinquième circonscription de l'Oise.

### Intercommunalité

La communauté de communes de la Plaine d'Estrées dans le département de l'Oise.

Estrées-Saint-Denis est le siège de la communauté de communes de la Plaine d'Estrées, un établissement public de coopération intercommunale (EPCI) à fiscalité propre créé en 1996 et auquel la commune a transféré un certain nombre de ses compétences, dans les conditions déterminées par le code général des collectivités territoriales.

### Tendances politiques et résultats
Lors du premier tour des élections municipales de 2014 dans l'Oise, la liste SE menée par le maire sortant Charles Pouplin 	obtie -nt la majorité absolue des suffrages exprimés, avec 1 207 voix (67,09 %, 23 conseillers municipaux élus dont 6 communautaires), devançant très largement celle UMP menée par  Pierre Gudefin , qui a recueilli 592 voix (32,90 %, 4 conseillers municipaux dont 1 communautaire).
Lors de ce scrutin, 33,52 % des électeurs se sont abstenus.
Lors du premier tour des élections municipales de 2020 dans l'Oise, la liste DVC menée par Myriane Rousset — jusqu'alors maire adjointe, et soutenue par Charles Pouplin qui ne se représentait pas —   obtient la majorité absolue des suffrages exprimés, avec 1 008 voix (76,88 %,  	24 conseillers municipaux élus dont 6 communautaires), devançant très largement celle LR menée par  Pierre Gudefin , qui a recueilli 303 voix (23,11 %, 3 conseillers municipaux élus dont 1 communautaire).
Lors de ce scrutin marqué par la pandémie de Covid-19 en France, 53,65 % des électeurs se sont abstenus.

### Liste des maires
| Période                                  | Période  | Identité            | Étiquette                       | Qualité |
| ---------------------------------------- | -------- | ------------------- | ------------------------------- | --- |
| Les données manquantes sont à compléter. |          |                     |                                 | |
| 1896                                     | 1900     | Théophile Havy      |                                 | |
| 1900                                     | 1900     | Louis Lefèvre       |                                 | |
| 1901                                     | 1908     | Léon Wiart          |                                 | |
| 1908                                     | 1921     | Théodose Boullenger |                                 | |
| 1921                                     | 1928     | Léon Mouren         |                                 | |
| 1928                                     | 1929     | Diogène Bouliong    |                                 | |
| 1929                                     | 1944     | Marcel Belloy       |                                 | |
| 1945                                     | 1947     | Louis Biencourt     |                                 | |
| 1947                                     | 1965     | Gabriel Marteau     |                                 | |
| 1965                                     | 1973     | Abel Didelet        |                                 | |
| 1973                                     | 2001     | Charles Dottin      | DVD                             | Chef de section principal des travaux publics de l'État Conseiller général d'Estrées-Saint-Denis (1970 → 2001)    |
| mars 2001                                | mai 2020 | Charles Pouplin     | Divers centre soutenu par le PS | Cadre d'entreprise retraité Conseiller général d'Estrées-Saint-Denis (2008 → 2015) Réélu pour le mandat 2014-2020 |
| mai 2020                                 | En cours | Myriam Rousset      | SE                              | |

### Instances de démocratie participative
La commune s'est doté en 2016 d'un conseil municipal jeunes, dont les membres ont été élus le 4 février par les élèves des écoles de CE2 des Courtils et de la Sollette, au vu d'un programme établi par chacun des candidats.

### Jumelages
La commune est jumelée avec  Teisnach (Allemagne) (Basse-Bavière).

## Équipements et services publics

### Eau et déchets
Une nouvelle station d'épuration remplaçant un équipement saturé a été mise en service en 2016 par un syndicat intercommunal,.

### Enseignement
En 2020, la commune dispose de quatre groupes scolaires scolarisant 450 élèves. Un accueil périscolaire et un centre de loisir sont construits sur le site de la friche Cabaret.
Ils poursuivent leurs études au collège Abel-Didelet d'Estrées-Saint-Denis.

### Équipements sportifs
La commune dispose du centre aquatique et bien-être Plaine d'Estrées, construit en 2006 par l'intercommunalité et comprenant 3 bassins, un à vocation sportive de 25 mètres avec quatre lignes d'eau, un ludique avec rivière à contre-courant, une banquette à bulles, un spa debout et un bassin d'animation de 95m². Exploité par l'entreprise  Récréa, qui le gère pour le compte de l'intercommunalité, il a accueilli 100 000 personnes en 2018.
Un minigolf de 18 trous a été aménagé en 2019 à côté du centre aquatique et de la halle des sports, utilisée par une vingtaine d'associations.

### Santé, action sociale et solidarité
Une antenne locale du Secours catholique cogéré avec l'Ordre de Malte s'est implantée avec le soutien de l'intercommunalité  en 2020 dans les locaux de l'ancienne trésorerie. L'Ordre de Malte y assure le fonctionnement d'une épicerie sociale itinérante,,.

### Postes et télécommunications
La commune dispose d'un bureau de poste

### Justice, sécurité, secours et défense
La commune et ses environs sont défendus par 4 sapeurs pompiers professionnels et 55 volontaires, qui vont disposer d'une caserne neuve  dans la future zone d'aménagement concerté (ZAC) de Moyvillers, près de la RN 31, en remplacement d'un équipement devenu inadapté construit en 1989,. Ils assurent environ 1 150 interventions par an.

## Population et société

### Démographie

#### Évolution démographique
L'évolution du nombre d'habitants est connue à travers les recensements de la population effectués dans la commune depuis 1793. Pour les communes de moins de 10 000 habitants, une enquête de recensement portant sur toute la population est réalisée tous les cinq ans, les populations de référence des années intermédiaires étant quant à elles estimées par interpolation ou extrapolation. Pour la commune, le premier recensement exhaustif entrant dans le cadre du nouveau dispositif a été réalisé en 2006.

En 2022, la commune comptait 3 660 habitants, en évolution de −2,61 % par rapport à 2016 (Oise : +0,87 %, France hors Mayotte : +2,11 %).
| 1793 | 1800  | 1806  | 1821  | 1831  | 1836  | 1841  | 1846  | 1851  |
| ---- | ----- | ----- | ----- | ----- | ----- | ----- | ----- | ----- |
| 985  | 1 040 | 1 103 | 1 166 | 1 308 | 1 295 | 1 308 | 1 367 | 1 376 |

| 1856  | 1861  | 1866  | 1872  | 1876  | 1881  | 1886  | 1891  | 1896  |
| ----- | ----- | ----- | ----- | ----- | ----- | ----- | ----- | ----- |
| 1 299 | 1 346 | 1 355 | 1 353 | 1 382 | 1 497 | 1 428 | 1 496 | 1 567 |

| 1901  | 1906  | 1911  | 1921  | 1926  | 1931  | 1936  | 1946  | 1954  |
| ----- | ----- | ----- | ----- | ----- | ----- | ----- | ----- | ----- |
| 1 568 | 1 621 | 1 556 | 1 562 | 1 568 | 1 524 | 1 551 | 1 611 | 1 534 |

| 1962  | 1968  | 1975  | 1982  | 1990  | 1999  | 2006  | 2011  | 2016  |
| ----- | ----- | ----- | ----- | ----- | ----- | ----- | ----- | ----- |
| 1 658 | 1 676 | 2 486 | 3 483 | 3 498 | 3 542 | 3 543 | 3 553 | 3 758 |

| 2021  | 2022  | - | - | - | - | - | - | - |
| ----- | ----- | - | - | - | - | - | - | - |
| 3 693 | 3 660 | - | - | - | - | - | - | - |

#### Pyramide des âges
La population de la commune est relativement jeune.
En 2018, le taux de personnes d'un âge inférieur à 30 ans s'élève à 36,1 %, soit en dessous de la moyenne départementale (37,3 %). À l'inverse, le taux de personnes d'âge supérieur à 60 ans est de 24,3 % la même année, alors qu'il est de 22,8 % au niveau départemental.
En 2018, la commune comptait 1 815 hommes pour 1 934 femmes, soit un taux de 51,59 % de femmes, légèrement supérieur au taux départemental (51,11 %).
Les pyramides des âges de la commune et du département s'établissent comme suit.
| Hommes | Classe d’âge | Femmes |
| ------ | ------------ | ------ |
| 0,4    | 90 ou +      | 0,9    |
| 5,3    | 75-89 ans    | 8,1    |
| 17,1   | 60-74 ans    | 16,8   |
| 21,8   | 45-59 ans    | 21,6   |
| 17,8   | 30-44 ans    | 17,8   |
| 18,0   | 15-29 ans    | 16,2   |
| 19,5   | 0-14 ans     | 18,6   |

| Hommes | Classe d’âge | Femmes |
| ------ | ------------ | ------ |
| 0,5    | 90 ou +      | 1,4    |
| 5,5    | 75-89 ans    | 7,6    |
| 15,6   | 60-74 ans    | 16,3   |
| 20,8   | 45-59 ans    | 20     |
| 19,4   | 30-44 ans    | 19,4   |
| 17,6   | 15-29 ans    | 16,2   |
| 20,6   | 0-14 ans     | 19,1   |

### Manifestations culturelles et festivités
La 7e édition du festival Rock N 17 a eu lieu à la salle polyvalente du bourg en août 2016.

## Économie
Le tissu économique de la commune comprend notamment, en 2015-2016, les entreprises suivantes : 
- Le Plomb Français, de 45 salariés, situé dans la zone industrielle du Bois chevalier, et qui transforme 15 000 tonnes de plomb destiné principalement au bâtiment (toitures, monuments historiques…) et à l'industrie[56].
- Pharmatis, sous-traitant pharmaceutique de 200 salariés, installé dans la zone industrielle d'Estrées-Saint-Denis depuis 2001[57].

L'intercommunalité gère  la zone d'activités du lieu-dit La Sécherie, le long de la RD 155, entre Estrées-Saint-Denis et Moyvillers, où est notamment implanté un magasin Intermarché, présent depuis 1988, auquel se sont greffés un Gamm Vert, un coiffeur, une boulangerie et un tabac-presse. Cette zone s'étend en 2019/2020 sur environ 7,5 ha où seront aménagées 24 parcelles.

## Culture locale et patrimoine

### Lieux et monuments
- Le site archéologique du Moulin Brûlé, occupé de l'époque de La Tène jusqu'au Bas-Empire, découvert en 2014 au sommet d'une éminence naturelle à l'occasion de fouilles préventives pour la construction d'un gazoduc[59], sur laquelle trois principaux monuments ont été mis au jour par l'Inrap[60],[61] :
  - un enclos consacré, quadrangulaire, dont seul l'angle sud-est a pu être fouillé, permettant d'identifier trois phases :  
    - un espace ceinturé par des structures de type trous de poteaux et fosses comportant probablement une palissade dotée d'une large entrée matérialisée par quatre trous de poteaux.  Cette première occupation se met en place au second âge du Fer, autour de 360-210 av. J.-C., et perdure au moins jusqu'à 160 av. J.-C ;
    - un enclos fossoyé, qui reprend pratiquement le même tracé que la palissade, et un bâtiment circulaire, qui auraient été occupés de 50 - 30 av. J.-C. jusqu'à la fin du règne de Néron (54 apr. J.-C.) ;
    - un enclos maçonné aménagé au cours de la seconde moitié du Ier siècle av. J.-C., dont les fondations ont été retrouvées, comprenant des galeries à portiques aménagées en partie sur l'emprise des anciens fossés remblayés et pour le surplus au-delà de ceux-ci, pour ne pas réduire l'espace intérieur de la cour, et comprenant une entrée monumentale de plan carré – la « tour-porche » – qui remplaçait celle en bois. Il aurait été utilisé durant tout le IIe siècle avant d'être définitivement abandonné soit à la fin de ce siècle soit au cours de la première moitié du IIIème siècle après J.-C.

  - un temple, réalisé en deux phases : 
    - un premier édifice en bois s'inscrit dans une aire sacrée (temenos) de 23 m x19 m et clôturée par une palissade, le péribole. L'édifice, de 39 m²,  de plan absidal et ouvert a priori vers l'ouest, s'élevant sur dix poteaux. Le mobilier archéologique permet une datation entre 50 / 30 av. J.-C. jusqu'à  27 av. J. -C. / 68 apr. J.-C.). Un trou de poteau bornant la paroi sud du temple initial a livré un lot de 13 monnaies gauloises.
    - un fanum, temple construit en maçonnerie à plan centré, comprenant une cella d'environ cinq mètres sur six de côté, pour un espace interne d'environ 17 m², ainsi qu'une galerie de circulation, de 10,50 m de côté et de 1,50 à 2 m de large, les déambulatoires mesurant environ 9 m de long. Bâti à la fin de la première moitié du Ier siècle av. J.-C.. ou dans le courant de sa seconde moitié, le temple a été désaffecté durant la première moitié du IIIeme siècle après J-C.

  - un théâtre, l'un des huit connus dans l'Oise, construit sur le point le plus haut de l'éminence naturelle, face au temple dont il est séparé par une longue esplanade (porticus post scaenam) de plan quadrangulaire. 
Une première construction partiellement en bois, comprenait une scène d'environ 10 m de long contre environ 4,50 m de large, soit une surface d'environ 45 m². « Le théâtre primitif d'Estrées-Saint-Denis paraît avoir été édifié durant la période Pré-augustéenne (50-27 av. J.-C.), voire Augustéenne (27 av. J.-C./14 apr. J.-C.), ce qu'une datation C14 tend à confirmer. De fait, ce théâtre peut être considéré comme le plus ancien édifice de spectacle de l'Oise et, au-delà, comme l'un des plus anciens théâtres de Gaule Belgique ».
 Il est reconstruit en maçonnerie comprenant un mur de scène de 11 m et un hémicycle estimé de 68 m de longueur. Adossée au mur de scène, l'estrade est de plan rectangulaire pour une surface occupée d'environ 60 m². « La scène occupe en grande partie la surface de l'orchestra, là où le chœur et les musiciens prenaient place. Cet élément architectural est le plus remarquable et le mieux conservé de l'édifice de spectacle ». L'Inrap estime qu'il s'agissait globalement d'un théâtre de 68 m de long sur 60 m de profondeur, comparable à celui de Ribemont-sur-Ancre construit vers le milieu du Ier siècle av. J.-C. et qui accueillait entre 3 000 et 4 000 spectateurs. 
Son abandon est intervenu au cours de la première moitié du IIIe siècle av. J.-C.
- L'Église Saint-Denis. 
La partie la plus ancienne de l'église est construite au XIe siècle. Au XIe siècle, l'église (qui se limitait à une partie de l'actuel bas-côté Nord) donnait l'apparence d'une chapelle étroite[62]. Une partie de la façade, une porte latérale et une corniche de la nef sont romanes. Le chœur et la nef sont gothiques, datant des XVIe et XVIIe siècles. Le bas-côté droit date de 1867. La porte principale était précédée d'un porche. Bombardée pendant la Première Guerre mondiale, l'église a été restaurée en 1928[22],[23]. À noter dans l'église la présence d'un bel orgue en tribune, de facture romantique.

### Personnalités liées à la commune
- Jean Besancenot, pseudonyme de Jean Girard (1902-1992), est un photographe, peintre, dessinateur et ethnologue français né dans la commune.

### Estrées-Saint-Denis dans les arts et la culture
- L'écrivain André Maurois a raillé en termes plaisants l'histoire locale, faite de retournements d'alliance incessants, dans Les Silences du colonel Bramble (1918).

### Héraldique
| Blason de Estrées-Saint-Denis | Blason  | Devise / CriLabor omnia vincit improbus (un travail opiniâtre vient à bout de tout) |
| Blason de Estrées-Saint-Denis | Détails |                                                                                     |